# Michael Rensing
Michael Rensing (født 14. maj 1984 i Lingen, Vesttyskland) er en tysk fodboldspiller, der spiller i Bundesliga-klubben Fortuna Düsseldorf. Han har spillet for klubben siden 2013. Tidligere har han repræsenteret  FC Bayern München, 1. FC Köln og Bayer Leverkusen. Med Bayern blev han fire gange tysk mester og fire gange pokalvinder.
Rensing var i sine første mange seniorår reserve for Bayerns daværende førstemålmand Oliver Kahn, men efter dennes karrierestop i 2008 overtog Rensing pladsen i den efterfølgende sæson. Han slog dog ikke igennem, var en overgang kontraktløs og blev i 2010 hyret af 1. FC Köln. Her var han førstevalg, men da klubben rykkede ned, havde den ikke råd til at beholde ham. Via en reservetjans i Bayer Leverkusen blev han i 2013 solgt til Fortuna Düsseldorf.

## Landshold
Rensing har ikke været udtaget til Tysklands A-landshold, men spillede som ungdomsspiller 18 kampe for landets U-21 hold.

## Titler
Bundesligaen
- 2005, 2006, 2008 og 2010med Bayern München

DFB-Pokal
- 2005, 2006, 2008 og 2010 med Bayern München